# وهب بن منبه
أَبُو عَبْدِ اللَّهِ وَهْبُ بْنُ مُنَبِّهِ بْنِ كَامِلِ بْنِ سِيجِ بْنِ ذِي كِبَارٍ الْأَبْنَاوِيُّ الْيَمَانِيُّ الذِّمَارِيُّ الصَّنْعَانِيُّ (34 هـ - 114 هـ) هو تابعي جليل، له معرفة بكتب الأوائل وإخباري قصصي يُعد أقدم من كتب في الإسلام. كان ممن قرأ الكُتب ولزم العبادة وواظب على العلم وتجرد للزهد. وعدّه أصحاب السِيَر من الطبقة الثالثة من التابعين. قال الذهبي عنه: ورِوايته للمسند قليلة، وإنما غَزارة علمه في الإسرائيليات، ومن صَحائف أهل الكتاب. روى له البخاري ومسلم وأبو داود والترمذي والنسائي ومحمد بن ماجه في التفسير.
اهتم وهب بأخبار العرب في الجاهلية، وروى أخبار غير العرب التي استقاها من الكتب المقدسة، ويغلب على أخباره طابع القصص الشعبي الخرافي؛ لذلك يوصف بأنه «مؤرخ إخباري وعالم بأساطير الأولين».

## حياته
هو وهب بن منبه بن كامل بن سيج أبو عبد الله الصنعاني. ويقال: الذماري نسبة لذمار في اليمن. ولد في سنة 34 للهجرة. كان وهب من أصول يهودية يمنية ويُقال أسلم أبوه على عهد النبي فحسُن إسلامه وسكن اليمن. يعتقد أن وهب زهد في آخر حياته، لكثرة ما قرأ من الكتب الدينية المقدسة وكتب سير الأنبياء والرسل الذين جاؤوا قبل محمد. توفى وهب سنة 110 هـ.كما ذكر ابن كثير في البداية والنهاية في أحداث سنة 110 هـ، ووفاته في صنعاء باليمن.

## أعماله

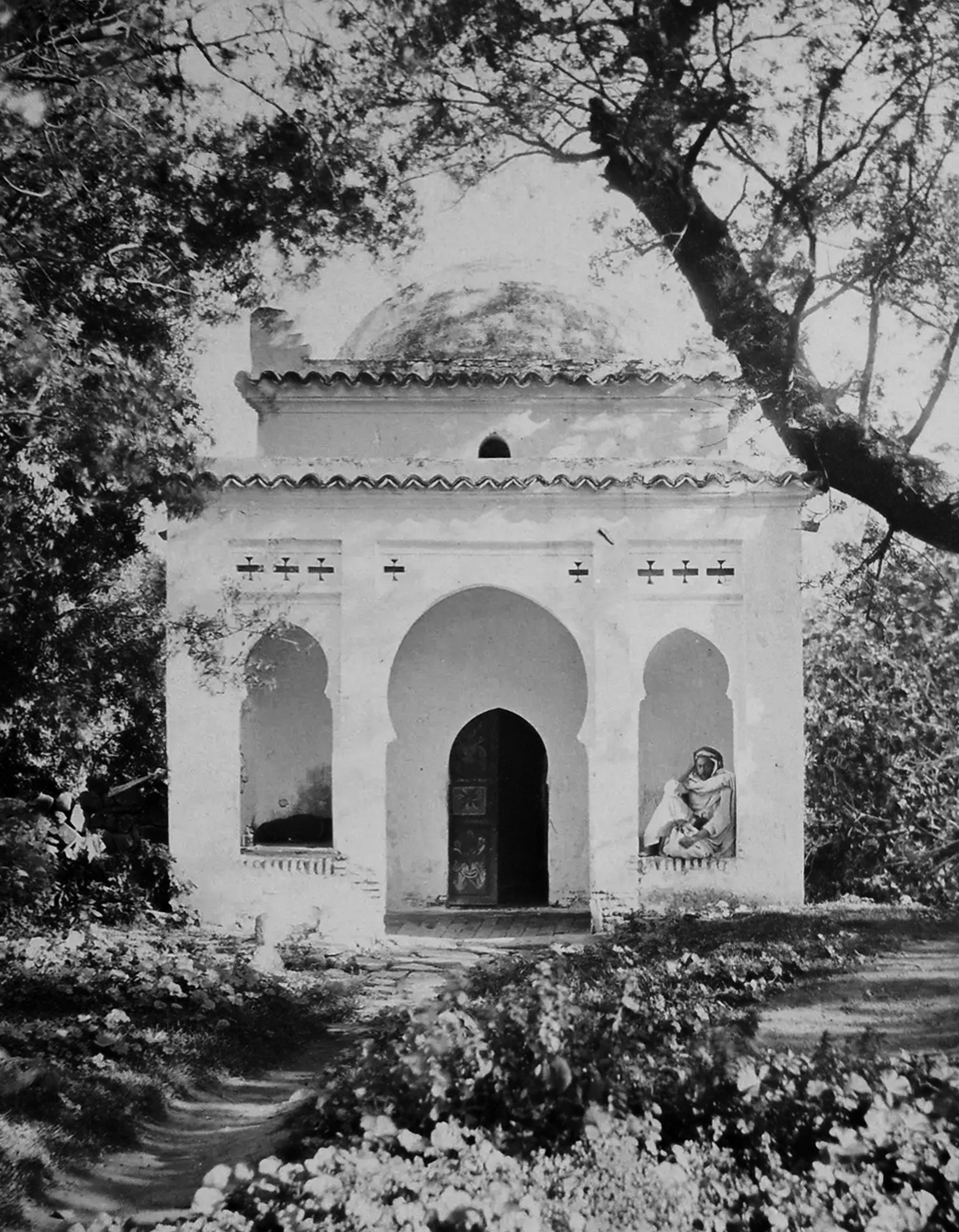
ضريح سيدي وهب في تلمسان يُنسب خطأً إلى وهب بن منبه.

وأكثر ما يُروى عن وهب إنما هو حِكَم ومواعظ، وكانت غزارة علمه في الإسرائيليات، وصحف أهل الكتاب، وأما روايته للأحاديث فهي قليلة. ألَّف وهب عدة كتب في موضوعات شتى، لكن لم يصل أي كتاب من كتبه كاملاً، بل اقتصر الأمر على المقتبسات التي نقلها عنه كل من ابن إسحاق والطبري، وابن قتيبة وغيرهم. ينسب إليه كتاب «الملوك المتوّجة من حمير وأخبارهم وقصصهم وقبورهم وأشعارهم»، وقد وصلت إلينا أجزاء منه في كتاب «التيجان في ملوك حمير» لابن هشام، كما ينسب إليه كتاب «المبتدأ» الذي يشير عنوانه إلى ابتداء الخليقة، وقد اعتمد عليه ابن قتيبة في كتاب «المعارف»، والطبري في كتابه «تاريخ الرسل والملوك»، والمقدسي في كتابه «البدء والتاريخ»، وأحمد بن محمد الثعلبي في كتابه «عرائس المجالس في قصص الأنبياء».
من كتبه أيضا:
- قصص الأنبياء
- قصص الأخيار
- كتاب القدر
- كتاب الإسرائيليات[5]